# Shovot
Shovot es una localidad de Uzbekistán, en la provincia de Corasmia.
Se encuentra a una altitud de 93 m sobre el nivel del mar. 

## Demografía
Según estimación 2010 contaba con una población de 28 836 habitantes.